# Čista stranka prava
Čista stranka prava bila je politička stranka nastala raskolom u Stranci prava 1895. ČSP je bila hrvatska nacionalistička stranka. Bila je minorna politička stranka, koju je podržavao Bečki dvor.
Zagovarala je ujedinjenje hrvatskih zemalja, Dalmacije, Hrvatske i Slavonije, Bosne i Hercegovine, Istre, Rijeke i Međimurja, pod žezlom habsburške dinastije.

## Povijest
U Stranci prava došlo je 1895. godine do sukoba između Ante Starčevića, Kumičića, Franka i Mile Starčevića s jedne strane i skupine okupljene oko Frana Folnegovića, koja se priklonila vlastodršcima, koji su osudili događaje od 16. listopada 1895. godine, kada je zagrebačka mladež prigodom dolaska Franje Josipa spalila mađarsku zastavu. Taj postupak žestoko je napao jedan od prvaka Stranke prava, Folnegović, koji je ujedno bio i član gradskog poglavarstva. Budući da je Ante Starčević i skupina oko njega ostala u manjini u odnosu na Folnegovića, Ante Starčević istupio je iz Stranke prava i osnovao Čistu stranku prava. Treba reći da je Folnegović bio član masonske lože, koja je u dogovoru s vladajućim režimom radila na razbijanju Stranke prava, jedine tada hrvatske državotvorne stranke.  28. veljače 1896. godine umro je dr. Ante Starčević, kojega je naslijedio na predsjedničkoj dužnosti dr. Josip Frank.
Međutim već 1903. godine Stranka prava i Čista stranka prava, a pridružila se je i Napredna omladina i Neodvisna narodna stranka, ujedinile su se u jednu stranku, koja je nazvana Hrvatska stranka prava, a za predsjednika je izabran Aleksandar Bresztyenszky. Ubrzo je ta stranka ušla u Hrvatsko-srpsku koaliciju (1904.), zajedno s Hrvatskom naprednom strankom, Srpskom samostalnom strankom i dr., na temelju tzv. politike novoga kursa. ČSP-u nije drugo preostalo nego da istupi iz HSP-a 11. listopada 1905.,  ne mireći se politikom bezuvjetnoga južnoslavenskog ujedinjenja i davanjem suvereniteta Srbima u Hrvatskoj. Nakon toga se čisti pravaši priklanjaju bečkom dvoru, zagovarajući trijalizam, pa makar i u njegovu najblažem modelu. Pritom žestoko napadaju Hrvatsko-srpsku koaliciju i Srbe, posebno nakon aneksije BiH (1908.) i za vrijeme tzv. veleizdajničkog procesa. Tada su pristaše Čiste stranke prava nazvani frankovci. ↓1
Franjo Ferdinand bio je onaj vladar na kojeg se je oslonio Josip Frank od početka svoje političke karijere. Još od 1904. godine Frank se počeo okretati prema austrijskim vojnim i diplomatskim krugovima, vjerujući da će oni biti od velike pomoći pri rješavanju hrvatskog pitanja. Kada je u travnju 1905. zapovjednikom 36. pješadijske divizije imenovan Moritz Auffenberg, uspon Franka mogao je početi. Iste godine u Čistu stranku prava primljen je stari unionist, a sada „velikoaustrijanac“ Iso Kršnjavi, koji je bio među rijetkim zagovornicima Frankove „bečke“ orijentacije. No Frankovi snovi podilaženja i u skladu s tim uspona i vlastitog probitka nisu se obistinili. Frankova djelatnost je bila otežana jer se potkraj 1906. njegova stranka nalazila pred novim raskolom, za što je bilo mnogo razloga. Zamjeralo mu se što je bez znanja vodstva pregovarao s jednim mađarskim ministrom, vođom kršćanskih socijala Karlom Luegerom, te zbog „Argusovih“ članaka, u kojima se Frano Supilo optužuje da je plaćenik Beograda. Protivnici Franka bili su Mile Starčević i Ante Pavelić st., koji su težili da se Frank povuče zbog svog djelovanja za vlastite interese te da preda list Hrvatsko pravo u vlasništvo stranke. Frank, kojem su vlastiti ljudi okrenuli leđa, podilazi velikoaustrijskom krugu oko Franje Ferdinanda, pa se zalaže za rješenje hrvatskog pitanja tako da se hrvatske zemlje te Bosna i Hercegovina okupe unutar Monarhije kao upravna, a ne državna jedinica, što su milinovci doživjelu kao izdaju ideala Ante Starčevića o slobodnoj i samostalnoj Hrvatskoj te napuštanje ideje hrvatskoga državnog prava. Nakon toga mnogi frankovci napuštaju stranku.
Kada je na izborima 1908. kao kandidat na listi Čiste stranke prava uspio postati zastupnikom jedino Milan Ogrizović, kod Frankovih suradnika pojavljuje se želja za „povratkom“ Anti Starčeviću, kao i kod dalmatinskih pravaša i pravaške mladeži. To će učiniti Mile Starčević.
Tako je 24. travnja 1908. godine došlo i u Čistoj stranci prava do raskola. Razlog je bio želja dijela pravaša za potpuno neovisnom Hrvatskom, bez oslonca na Beč. Iz Čiste stranke prava istupili su Mile Starčević, David Starčević, Luka Starčević, dr. Ante Pavelić st., Franjo Kurfin i Ivan Peršić. Ta skupina osnovala je novu stranku, koja je nazvana Starčevićeva stranka prava.  Pristaše te stranke su nazvani milinovci, po Mili Starčeviću. U sljedećem razdoblju, nakon aneksije Bosne i Hercegovine, Starčevićeva stranka se konsolidira, dok frankovci otvoreno služe Rauchovu režimu.
Godine 1909. Frank je teško bolestan, a nasljeđuju ga Aleksandar Horvat, Karlo Bošnjak, Ivo Elegović te Ivo i Vladimir Frank. Iste godine organizacija "Mlada Hrvatska" izdaje časopis Grabancijaš, koji je izišao u samo jednom broju, koji je važan po tome što govori da su frankovački očevi izdali Starčevićev nauk. Nakon pada Rauchova režima, i frankovačka stranka je u rasulu i još usto prezadužena, jer Frank zbog bolesti nije bio u stanju prikupiti novac. No spas im nude kršćanski pravaši. Riješili su čiste pravaše dugova, a iz političkoga života odstranili „dinastiju“ Frank. Uzrok tome je što su oni željeli okupljanje pravaša pod svojim vodstvom, a Frank bi im bio preprjeka (bio je podrijetlom Židov). Sjedinjenje stranaka proglašeno je u rujnu 1910., pod imenom Kršćansko-socijalne stranke prava. Predsjednik joj je bio Aleksandar Horvat, a potpredsjednik Vladimir Prebeg. Cilj je bio ostvarenje hrvatske državnosti u trijalističkom uređenju Monarhije.
17. prosinca 1911. godine umro je dr. Josip Frank, nakon čega je došlo do ujedinjavanja svih pravaša, uključujući i dalmatinske i istarske pravaše te Mladohrvate, osim onih iz koalicionaške Hrvatske stranke prava, u jednu, svepravašku stranku, odnosno u Svepravašku organizaciju, kojoj je na čelu ostao i dalje Mile Starčević. Međutim u ljeto 1913. godine opet je došlo do raskola između milinovaca i frankovaca. Naime iz stranke prava istupila je Čista stranka prava, koja je za svojeg predsjednika izabrala dr. Aleksandra Horvata, a također istupaju i katolički intelektualci te ponovo osnivaju Hrvatsku kršćansko-socijalnu stranku prava.  Tzv. starčevićanci nastavljaju djelovati kao Starčevićeva stranka prava.
Tako su u to vrijeme postojale razne stranke s pravaškim nazivom, ali različitih političkih programa. Milinovci su nakon smrti Mile Starčevića postupno skrenuli u jugoslavenske vode, što će svoju potvrdu dobiti 1918., a frankovci su na kraju, ipak, ostali vjerni izvornom programu dr. Ante Starčevića i dr. Eugena Kvaternika.

## Nastanak nove države i nova stranka
29. listopada 1918. Hrvatski državni sabor donio je odluku o "razrješenju svih državno-pravnih odnošaja i veza između Kraljevine Hrvatske, Slavonije i Dalmacije s jedne strane, te Kraljevine Ugarske i Carevine Austrije s druge strane". Ujedno dolazi do osnivanja Države Slovenaca, Hrvata i Srba, koju čine današnja Slovenija, Hrvatska, BiH i Vojvodina.  Međutim u međuvremenu svu vlast u toj novostvorenoj državi preuzima tzv. Narodno vijeće na čelu kojeg su bili Anton Korošec, Ante Pavelić st. i Svetozar Pribićević. To Narodno vijeće izvršilo je državni udar i bez znanja i odobrenja u Beograd je otputovala poklonstvena deputacija 1. prosinca 1918. da bi predala hrvatski narod, bez njegove odluke, srpskom regentu Aleksandru. Država SHS time prestaje postojati i njezinim ujedinjenjem sa Srbijom i Crnom Gorom nastaje Kraljevina SHS, bez odluke Hrvatskog sabora.
Tim činom hrvatski narod je prvi put u povijesti izgubio svoj nacionalni suverenitet, koji se bio iskazivao u Hrvatskom saboru. On je bio prenio ovlasti na Narodno vijeće te zahtijevao da se sve tadašnje stranke raspuste. Klub zastupnika Čiste stranke prava to nije učinio, već je odluku o tome prepustio stranačkom vijeću.
Stranačko vijeće odbilo je prijedlog o raspuštanju te je ujedno odlučilo da se Čista stranka prava ujedini s ostatcima starčevićanaca i ostalih pravaša razočaranih ujedinjenjem i novonastalom državom.  Nova i opet jedinstvena stranka prava nazvala se Hrvatska stranka prava. Izrađen je novi program i prihvaćen 1. ožujka 1919. godine, a poznat je pod nazivom Republikanski program Hrvatske stranke prava. Za predsjednika stranke izabran je dr. Vladimir Prebeg, a za tajnika dr. Ante Pavelić, odvjetnik i budući predsjednik stranke. U tome programu sasvim jasno je rečeno da hrvatski narod ne prihvaća srbijanski jaram umjesto austrougarskoga, već nastavlja svoju borbu za samostalnu i suverenu državu Hrvatsku.